# Larutia penangensis
Larutia penangensis — вид сцинкоподібних ящірок родини сцинкових (Scincidae). Ендемік Малайзії. Описаний у 2011 році.

## Поширення і екологія
Larutia penangensis мешкають на схилах гори Пенанг, вершини острова Пінанг, розташованого біля західного узбережжя Малайського півострова. Вони живуть у вологих тропічних лісах, серед ґрунту, на висоті 308 м над рівнем моря. Ведуть риючий спосіб життя.

## Збереження
МСОП класифікує цей вид як такий, що перебуває на межі зникнення. За оцінкою дослідників, популяція Larutia penangensis становить менше 1000 дорослих птахів. Це рідкісний вид плазунів, якому загрожує знищення природного середовища.